# Люшневатое
Люшнева́тое (укр. Люшнювате) — село в Побугской поселковой общине Голованевского района Кировоградской области Украины.
Население по переписи 2001 года составляло 644 человека. Почтовый индекс — 26544. Телефонный код — 5252. Занимает площадь 2,774 км². Код КОАТУУ — 3521484801.